# ITF Hechingen
Das ITF Hechingen (offiziell: CTS Ladies Open Hechingen) ist ein Tennisturnier des ITF Women’s Circuit, das in Hechingen im Zollernalbkreis in Baden-Württemberg ausgetragen wird.

## Siegerliste

### Einzel
| Jahr                   | Siegerin             | Finalgegnerin         | Ergebnis       |
| ---------------------- | -------------------- | --------------------- | -------------- |
| ↓ Kategorie: $10.000 ↓ |                      |                       |                |
| 1999                   | Sabine Klaschka      | Eszter Molnár         | 7:6, 6:2       |
| ↓ Kategorie: $25.000 ↓ |                      |                       |                |
| 2000                   | Susi Fortun-Lohrmann | Syna Schmidle         | 6:3, 1:6, 6:3  |
| 2001                   | Amanda Hopmans       | Katarina Dašković     | 7:5, 6:1       |
| 2002                   | Sandra Klösel        | Natalia Gussoni       | 6:3, 6:0       |
| 2003                   | Ana Timotić          | Elise Tamaëla         | 4:6, 6:4, 6:2  |
| 2004                   | Eva Hrdinová         | Nathalie Vierin       | 6:4, 6:3       |
| 2005                   | Kirsten Flipkens     | Magdaléna Rybáriková  | 6:4, 6:3       |
| 2006                   | Tatjana Malek        | Magda Mihalache       | 6:2, 6:3       |
| 2007                   | Oksana Ljubzowa      | Ana Vrljić            | 6:3, 6:2       |
| 2008                   | Maša Zec Peškirič    | Kristína Kučová       | 3:6, 7:61, 6:3 |
| 2009                   | Yvonne Meusburger    | Johanna Larsson       | 5:7, 7:5, 6:2  |
| 2010                   | Magda Linette        | Silvia Soler Espinosa | 7:5, 3:6, 6:2  |
| 2011                   | Tatjana Malek        | Sarah Gronert         | 6:3, 6:4       |
| 2012                   | Maša Zec Peškirič    | Mervana Jugić-Salkić  | 6:0, 6:4       |
| 2013                   | Carina Witthöft      | Laura Thorpe          | 6:1, 6:4       |
| 2014                   | Carina Witthöft      | Laura Siegemund       | 4:6, 6:4, 6:3  |
| 2015                   | Romina Oprandi       | Ana Bogdan            | 6:3, 1:6, 6:2  |
| 2016                   | Dalila Jakupović     | Cindy Burger          | 6:3, 5:6, 7:65 |
| ↓ Kategorie: $60.000 ↓ |                      |                       |                |
| 2017                   | Tamara Korpatsch     | Deborah Chiesa        | 2:6, 7:65, 6:2 |
| 2018                   | Ekaterine Gorgodse   | Laura Siegemund       | 6:2, 6:1       |
| 2019                   | Barbara Haas         | Olga Danilović        | 6:2, 6:1       |
| 2020                   | abgesagt             | abgesagt              | abgesagt       |
| 2021                   | abgesagt             | abgesagt              | abgesagt       |
| 2022                   | Lea Bošković         | Noma Noha Akugue      | 7:5, 3:6, 6:4  |
| 2023                   | Brenda Fruhvirtová   | Živa Falkner          | 6:3, 6:1       |
| ↓ Kategorie: W75 ↓     |                      |                       |                |
| 2024                   | Anna Bondár          | Jekaterina Makarowa   | 6:0, 6:2       |
| 2025                   | Nikola Bartůňková    | Julia Grabher         | 7:5, 6:2       |

### Doppel
| Jahr                   | Siegerinnen                              | Finalgegnerinnen                         | Ergebnis          |
| ---------------------- | ---------------------------------------- | ---------------------------------------- | ----------------- |
| ↓ Kategorie: $10.000 ↓ |                                          |                                          |                   |
| 1999                   | Jennifer Tinnacher Maria Wolfbrandt      | Gréta Arn Eszter Molnár                  | 6:4, 6:3          |
| ↓ Kategorie: $25.000 ↓ |                                          |                                          |                   |
| 2000                   | Miriam D’Agostini Angelika Roesch        | Michaela Paštiková Dessislawa Topalowa   | 7:63, 6:2         |
| 2001                   | Magdalena Kučerová Lydia Steinbach       | Daniela Klemenschits Sandra Klemenschits | 5:7, 6:2, 6:1     |
| 2002                   | Andrea Glass Jasmin Wöhr                 | Lydia Steinbach Shelley Stephens         | 6:4, 7:5          |
| 2003                   | Angelika Bachmann Jasmin Wöhr            | Daniela Klemenschits Sandra Klemenschits | 6:1, 6:4          |
| 2004                   | Eva Fislová Stanislava Hrozenská         | Erica Krauth Jasmin Wöhr                 | 3:6, 6:3, 6:3     |
| 2005                   | Kristina Barrois Jasmin Wöhr             | Renata Voráčová Sandra Záhlavová         | 4:6, 7:63, 6:4    |
| 2006                   | Eva Fislová Stanislava Hrozenská         | Chrystyna Antonijtschuk Raluca Olaru     | 6:3, 6:73, 6:3    |
| 2007                   | Michaela Paštiková Kathrin Wörle         | Darija Jurak Sandra Martinović           | 6:4, 6:4          |
| 2008                   | Yayuk Basuki Romana Tedjakusuma          | Darija Jurak Carmen Klaschka             | 2:6, 6:2, [10:6]  |
| 2009                   | Yvonne Meusburger Jasmin Wöhr            | Erica Krauth Hanna Nooni                 | 6:2, 7:61         |
| 2010                   | Irina-Camelia Begu Anais Laurendon       | Julia Schruff Erika Sema                 | 6:2, 4:6, [10:8]  |
| 2011                   | Sandra Klemenschits Tatjana Malek        | Korina Perkovic Laura Siegemund          | 4:6, 6:2, [10:7]  |
| 2012                   | Mervana Jugić-Salkić Sandra Klemenschits | Natela Dzalamidze Renata Voráčová        | 6:2, 6:3          |
| 2013                   | Barbora Krejčíková Kateřina Siniaková    | Laura-Ioana Andrei Laura Thorpe          | 6:1, 6:4          |
| 2014                   | Elena Bogdan Walerija Solowjowa          | Carolin Daniels Antonia Lottner          | 6:3, 6:1          |
| 2015                   | Andrea Gámiz Anastasija Wassyljewa       | Vivian Heisen Katharina Lehnert          | 4:6, 7:64, [10:3] |
| 2016                   | Nicole Geuer Anna Zaja                   | Vivian Heisen Pia König                  | 6:3, 6:1          |
| ↓ Kategorie: $60.000 ↓ |                                          |                                          |                   |
| 2017                   | Camilla Rosatello Sopia Schapatawa       | Romy Kölzer Lena Rüffer                  | 6:2, 6:4          |
| 2018                   | Polina Monowa Chantal Škamlová           | Xenija Palkina Sopia Schapatawa          | 6:4, 6:3          |
| 2019                   | Cristina Dinu Lina Gjorcheska            | Olga Danilović Georgina García Pérez     | 4:6, 7:5, [10:7]  |
| 2020                   | abgesagt                                 | abgesagt                                 | abgesagt          |
| 2021                   | abgesagt                                 | abgesagt                                 | abgesagt          |
| 2022                   | Tamara Čurović Chiara Scholl             | Irina Chromatschowa Diana Schneider      | 6:2, 6:3          |
| 2023                   | Alena Fomina-Klotz Lina Gjorcheska       | Ekaterine Gorgodse Katharina Hobgarski   | 6:2, 6:4          |
| ↓ Kategorie: W75 ↓     |                                          |                                          |                   |
| 2024                   | Michaela Bayerlová Sopia Schapatawa      | Anna Gabric Mia Mack                     | 6:2, 5:7, [10:6]  |
| 2025                   | Renáta Jamrichová Jelena Pridankina      | Feng Shuo Li Zongyu                      | 6:2, 6:2          |

## Quelle
- ITF Homepage